# Ждановичский сельсовет
Ждановичский сельсовет (бел. Ждано́віцкі сельсавет) — административно-территориальная единица Минского района Минской области Республики Беларусь. Административный центр — агрогородок Ждановичи.

## История
Образован 20 августа 1924 года как Боровский сельсовет в составе Заславского района Минского округа БССР. Центр — деревня Боровая. После упразднения окружной системы 26 июля 1930 года в Заславском районе БССР. 18 января 1931 года включён в городскую черту города Минска. С 26 мая 1935 года в составе Минского района. После введения областного раздела 20 февраля 1938 года в Минском районе Минской области. 
В 1938 году центр сельсовета перенесён в деревню Масюковщина. 16 июля 1954 года центр сельсовета перенесен в деревню Ждановичи, сельсовет переименован в Ждановичский. 
20 января 1960 года к сельсовету присоединена территория упразднённого Ратомского сельсовета и часть упразднённого Медвежинского сельсовета (10 населённых пунктов: Барановщина, питомник Барановщина, Дегтярёвка, Красный Бор, Кунцевщина, Ляховщина, Медвежино, Тарасово, Тивали и Ярково). 9 августа 1979 года к сельсовету присоединена часть упразднённого Заславского сельсовета (4 населённых пункта: деревни Воловщина, Гонолес, посёлки Зелёная и Крыжовка)
10 апреля 2004 года деревни Заря Революции, Кунцевщина, Масюковщина, Ржавец и часть деревни Ждановичи включены в городскую черту Минска.
В 2010 году упразднена деревня Ратомка, территория включена в состав посёлка Ратомка.
29 марта 2014 года на территории Ждановичского сельсовета образован посёлок Восток.

## Состав
Ждановичский сельсовет включает 15 населённых пунктов:
- Воловщина — деревня.
- Восток — посёлок[7].
- Гонолес — деревня.
- Дегтярёвка — деревня.
- Ждановичи — агрогородок.
- Заречье-1 — деревня.
- Зелёная — деревня.
- Каменная Горка — деревня.
- Качино — деревня.
- Крыжовка — деревня.
- Ляховщина — деревня.
- Подгорье — деревня.
- Ратомка — агрогородок.
- Тарасово — деревня.
- Ярково — деревня.

Упразднённые населённые пункты:
- Банцеровщина — деревня.
- Заря Революции — деревня[5].
- Кунцевщина — деревня[5].
- Масюковщина — деревня[5].
- Ратомка — деревня[6].
- Ржавец — деревня[5].

## Культура
- Музей-дача Василя Быкова — филиал учреждения «Государственный музей истории белорусской литературы» в аг. Ждановичи